# برشاوشان شبه قلبي
برشاوشان شبه قلبي (الاسم العلمي:Adiantum subcordatum) هو نوع من النباتات يتبع جنس البرشاوشان من الفصيلة الديشارية.